# هوند اشتورم
هوند اشتورم (به آلمانی: Hundsturm) یک منطقهٔ مسکونی در اتریش است.